# Rhys Williams (atlet)
Rhys Williams  (* 27. února 1984 Cardiff, Wales, Spojené království) je velšský atlet, sprinter, jehož hlavní disciplínou je běh na 400 metrů překážek.

## Sportovní kariéra
Mezi jeho největší úspěchy patří kompletní medailová sbírka z evropských šampionátů. V roce 2006 vybojoval na ME v atletice v Göteborgu bronzovou medaili. O čtyři roky později na kontinentálním šampionátu v Barceloně získal stříbro a v roce 2012 se stal v Helsinkách mistrem Evropy. Ve finále trať zaběhl v čase 49,33 s. Druhý v cíli Srb Emir Bekrić na vítěze ztratil 16 setin sekundy.
Jedním z jeho prvních úspěchů na mezinárodní scéně byla zlatá medaile z Evropského olympijského festivalu mládeže ve španělské Murcii z roku 2001. V roce 2003 se stal ve finském Tampere juniorským mistrem Evropy. O dva roky později se stal v Erfurtě mistrem Evropy do 23 let. Na stejném šampionátu uspěl také jako člen britské štafety v závodě na 4×400 metrů, kde Britové získali stříbrné medaile. V roce 2012 reprezentoval na Letních olympijských hrách v Londýně, kde ve třetím semifinálovém běhu obsadil výkonem 49,63 s 4. místo, což k postupu do finále nestačilo.

### Osobní rekordy
- 400 m (dráha) – 46,69 s – 25. května 2013, Newport[6]
- 400 m překážek – 48,84 s – 17. července 2013, Lucern